# Benjamin Moussay
Benjamin Moussay, né le 18 février 1973 à Strasbourg, est un pianiste et compositeur français de jazz et de musique actuelle.

## Biographie

### Jeunesse et formation
Benjamin Moussay naît en 1973 à Strasbourg.
Il étudie le piano classique, jusqu'à sa découverte de Thelonious Alone in San Francisco de Thelonious Monk.
Il étudie le jazz au Conservatoire national supérieur de musique et de danse de Paris, où il obtient un premier prix à l'unanimité en 1996. La même année, il est lauréat du Concours de piano jazz Martial Solal et du concours national de la Défense.

### Carrière
En 2010, il publie On Air.

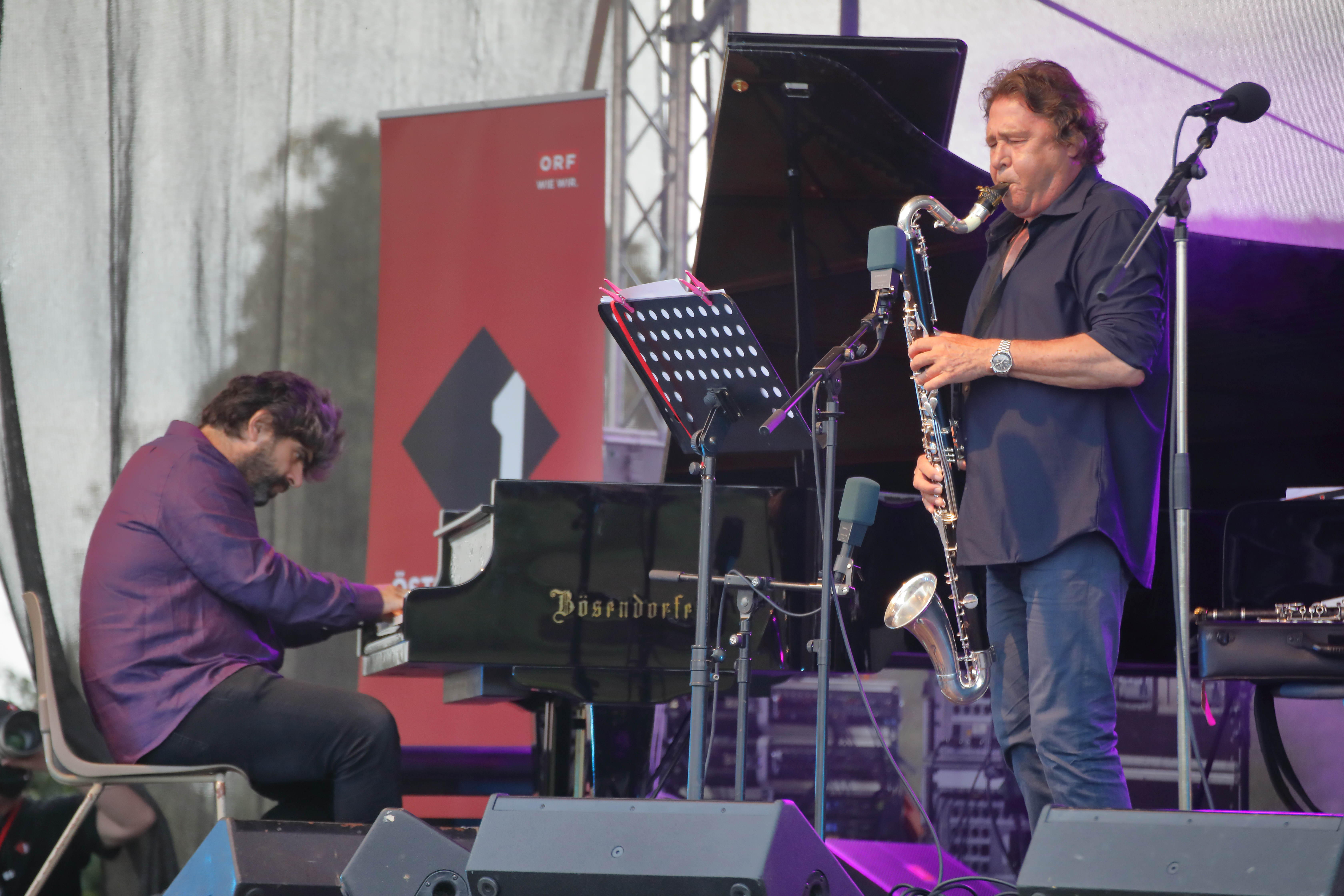
Benjamin Moussay et Louis Sclavis en 2020.

Au piano ou avec différents types de claviers, il joue dans les formations d'Airelle Besson ou de Sylvain Cathala. Il joue également beaucoup aux côtés de Louis Sclavis.
En 2020 paraît Promontoire, un album en piano solo publié chez ECM. C'est le deuxième pianiste français, après François Couturier, à publier un album en solo sur ce label. L'album est salué par la critique,,.
Benjamin Moussay a aussi composé des musiques de films pour Nana et Sur un air de charleston de Jean Renoir, Le Coupable d'André Antoine, Belphégor d'Henri Desfontaines ou plusieurs films de Georges Méliès[réf. nécessaire]…

### Enseignement
Benjamin Moussay enseigne au conservatoire du 13e et à celui du 18e arrondissements de Paris, ainsi qu'au Conservatoire à rayonnement régional de Paris.

## Discographie

### En tant que leader
- 2002 : Mobile, trio (Iris Music)
- 2006 : Swimming Pool, trio (O+ Music)
- 2010 : On Air, trio (Laborie Records)
- 2017 : Butter In My Brain, en duo avec Claudia Solal (Abalone Productions)
- 2020 : Promontoire, piano solo (ECM) Coup de cœur Jazz et Blues de l'Académie Charles-Cros proclamé le 5 février 2021, dans l’émission Open Jazz d’Alex Dutilh sur France Musique[6].

### En tant que sideman

#### AvecLouis Sclavis
- 1998 : Le Phare, Louis Sclavis & Bernard Struber Jazztet (Enja Records)
- 2012 : Sources, Louis Sclavis Atlas Trio (ECM)
- 2014 : Salt and Silk Melodies, Louis Sclavis Quartet (ECM)
- 2017 : Frontières (JMS)
- 2019 : Characters on a Wall (ECM)

#### Avec Bernard Struber Jazztett
- 1998 : Le Phare, Louis Sclavis & Bernard Struber Jazztet –  (Enja Records)
- 2003 : Les Arômes de la Mémoire (Studio Cristal)
- 2006 : Parfum De Récidive (Le Chant Du Monde)
- 2007 : Plays Zappa Live - Les Noces De Dada (Le Chant Du Monde)
- 2017 : La Symphonie Déjouée (Jazzdor series)

#### Autres collaborations
- 1999 : Mauvaises Herbes, Wladimir Anselme (Le Loup du Faubourg)
- 2001 : Clin d'œil du Nord - Chansons finlandaises en français, Hannele Wida (AXR)
- 2003 : Bucarest Blues, Hùrlak (Iris Music)
- 2004 : 5 – So I Am…, Youn Sun Nah (EMI)
- 2004 : My Favorite Songs, Éric Barret Septet (Blue Marge)
- 2009 : Random Issues, Ping Machine (Neuklang)
- 2009 : Subject to Change, Denis Colin & la Société des Arpenteurs (Le Chant Du Monde)
- 2009 : Dreamseekers, Frédéric Norel (Mélisse Music)
- 2010 : All Around, Maria Laura Baccarini, Régis Huby, Yann Apperry (Abalone Productions)
- 2010 : Beyond Mountains, Alain Vankenhove (Yolk Records)
- 2010 : Ode to the Doodooda, Laurent Robin and the Sky Riders Project (Laborie Records)
- 2010 : Face The Music, Marc Buronfosse Sounds Quartet
- 2010 : Room Service, Claudia Solal Spoonbox (Le Chant Du Monde)
- 2011 : Des Trucs Pareils, Ping Machine (Neuklang)
- 2011 : Subject to Live, Denis Colin & la Société des Arpenteurs (Le Chant Du Monde)
- 2013 : Constellation, Christophe Marguet sextet (Abalone Productions)
- 2014 : West, Vincent Courtois (La Buissonne)
- 2016 : [Radio One], Airelle Besson (Naïve)
- 2017 : Hope, Sylvain Cathala Septet (Connexe Records)
- 2019 : Big Wheel, Thomas Grimmonprez Quartet (Out Note Records)
- 2019 : Dear John - Live At Le Due Terre Vinery, Francesco Bearzatti (CAM Jazz)
- 2021 : Try!, Airelle Besson (Papillon Jaune)
- 2021 : Memorias de Cielo y Viento, Leonardo Garcia (Tayul Records)